# Finlandia en los Juegos Olímpicos de Milán-Cortina d'Ampezzo 2026
Finlandia participará en los Juegos Olímpicos de Milán-Cortina d'Ampezzo 2026. Responsable del equipo olímpico es el Comité Olímpico Finlandés.